# Gonzalo Abarca (activista)
Gonzalo Abarca (Riobamba, 20 de mayo de 1954) es un activista por los derechos LGBT ecuatoriano. Fue uno de los fundadores y el primer vicepresidente de la Asociación Coccinelle, la primera organización LGBT en obtener reconocimiento jurídico en Ecuador. Fue además uno de los principales activistas que trabajaron para lograr la despenalización de la homosexualidad en Ecuador.

## Biografía
Durante su juventud vivió en Guayaquil, donde fue testigo de los abusos cometidos por las autoridades contra las personas LGBT, particularmente las mujeres trans. En la década de 1980 empezó a ayudar a tramitar las boletas de excarcelación de las mujeres trans y hombres gais detenidos en el Cuartel Modelo, con lo que se hizo conocido en la comunidad, dado que además Abarca es bisexual.
En 1994 se mudó a Quito y empezó una relación afectiva con una mujer transgénero llamada Valeria, quien le ayudó a acercarse a la comunidad transgénero de la ciudad. En Quito volvió a dedicarse a la tramitación de boletas de excarcelación para personas LGBT, proceso que era tomado en ese entonces como un negocio por las autoridades policiales que esperaban dinero para aprobar las liberaciones.

### Nacimiento de Coccinelle
Tras conocer a la activista transgénero Purita Pelayo en 1997, se enteró de la campaña para intentar despenalizar la homosexualidad en Ecuador que había iniciado la fundación Fedaeps y decidió apoyar la causa. Como representantes de la comunidad transgénero acudieron a Fedaeps Estrella Estévez, Purita Pelayo y Abarca. El grupo de mujeres transgénero de Quito era conocido en estas reuniones con el nombre de «Grupo de La Mariscal», dado que la mayoría de ellas trabajaba en ese sector,  pero tras buscar un nuevo nombre Abarca recomendó el de Coccinelle, en honor a la vedette francesa del mismo nombre, a quien Abarca había visto durante una visita a Guayaquil en la década de 1970. De este modo nació la Asociación Coccinelle, con Abarca como uno de los fundadores.
Al enterarse de que uno de los requerimientos para presentar una denuncia ante el Tribunal Constitucional para alcanzar la despenalización era la recolección de mil firmas, Abarca propuso salir a las calles a pedir de forma personal las firmas. Para esta acción se movilizaron las mujeres transgénero de Coccinelle, que realizaron eventos públicos tanto en Quito como en Guayaquil.
Tras reunir la cantidad requerida de firmas, Abarca fue una de las personas que firmó la demanda para despenalizar la homosexualidad, junto con Cristian Polo, Jimmy Wider Coronado Tello, Silvia Haro Proaño y José Urriola Pérez (nombre en la firma de Purita Pelayo), a quienes se sumó Ernesto López, expresidente del Tribunal Constitucional. El 25 de noviembre de 1997, el Tribunal Constitucional dio la razón a los demandantes y declaró inconstitucional el primer inciso de artículo 516 del Código Penal de Ecuador, con lo que la homosexualidad quedó despenalizada.
Cuando Coccinelle se registró oficialmente como asociación, se convirtió en la primera organización abiertamente LGBT en lograr personería jurídica en Ecuador y se nombró a Purita Pelayo como presidenta y a Abarca como vicepresidente de la misma. Abarca se mantuvo como vicepresidente de Coccinnelle desde 1997 hasta 1999.

### Activismo posterior

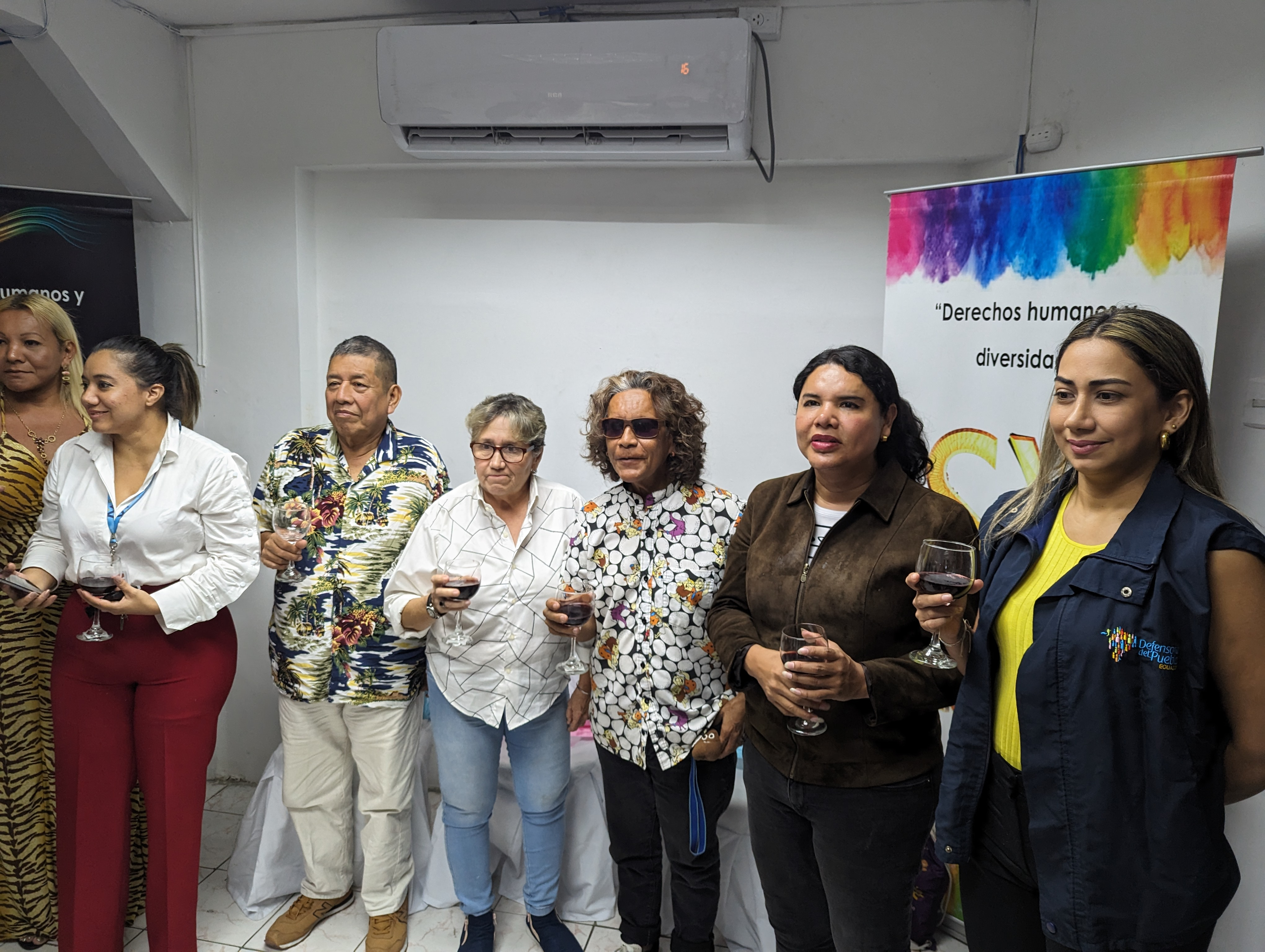
Gonzalo Abarca junto a otros activistas LGBT en 2023.

Durante el funcionamiento de la Asamblea Constituyente de Ecuador de 2007 y 2008, Abarca fue uno de los activistas LGBT que presentaron a los asambleístas la agenda de pedidos de las poblaciones LGBT con varias de las propuestas del sector, algunas de las cuales fueron acogidas.
Luego de dejar Coccinnelle, formó parte de organizaciones como Famivida (donde estuvo a cargo del departamento de derechos humanos durante diez años), Fundación Equidad y el Observatorio Ciudadano GLBT. Como parte de esta última organización, en 2012 fue uno de los representantes de una denuncia puesta en la Defensoría del Pueblo contra el periodista José Delgado, al que acusaron de discriminación contra personas LGBT en uno de sus programas, aunque finalmente llegaron a un acuerdo con Delgado en el que el periodista se comprometió a recibir talleres de concientización impartidos por la misma organización.